# (21602) Иалмен
(21602) Иалмен (др.-греч. Ἰάλμενος) — довольно крупный троянский астероид Юпитера, движущийся в точке Лагранжа L4, в 60° впереди планеты. Астероид был открыт 17 декабря 1998 года чешскими астрономами М. Тихи и З. Моравец в обсерватории Клеть и назван в честь Иалмена, персонажа древнегреческой мифологии.

Орбита астероида Иалмен и его положение в Солнечной системе